# Marita Lindahl

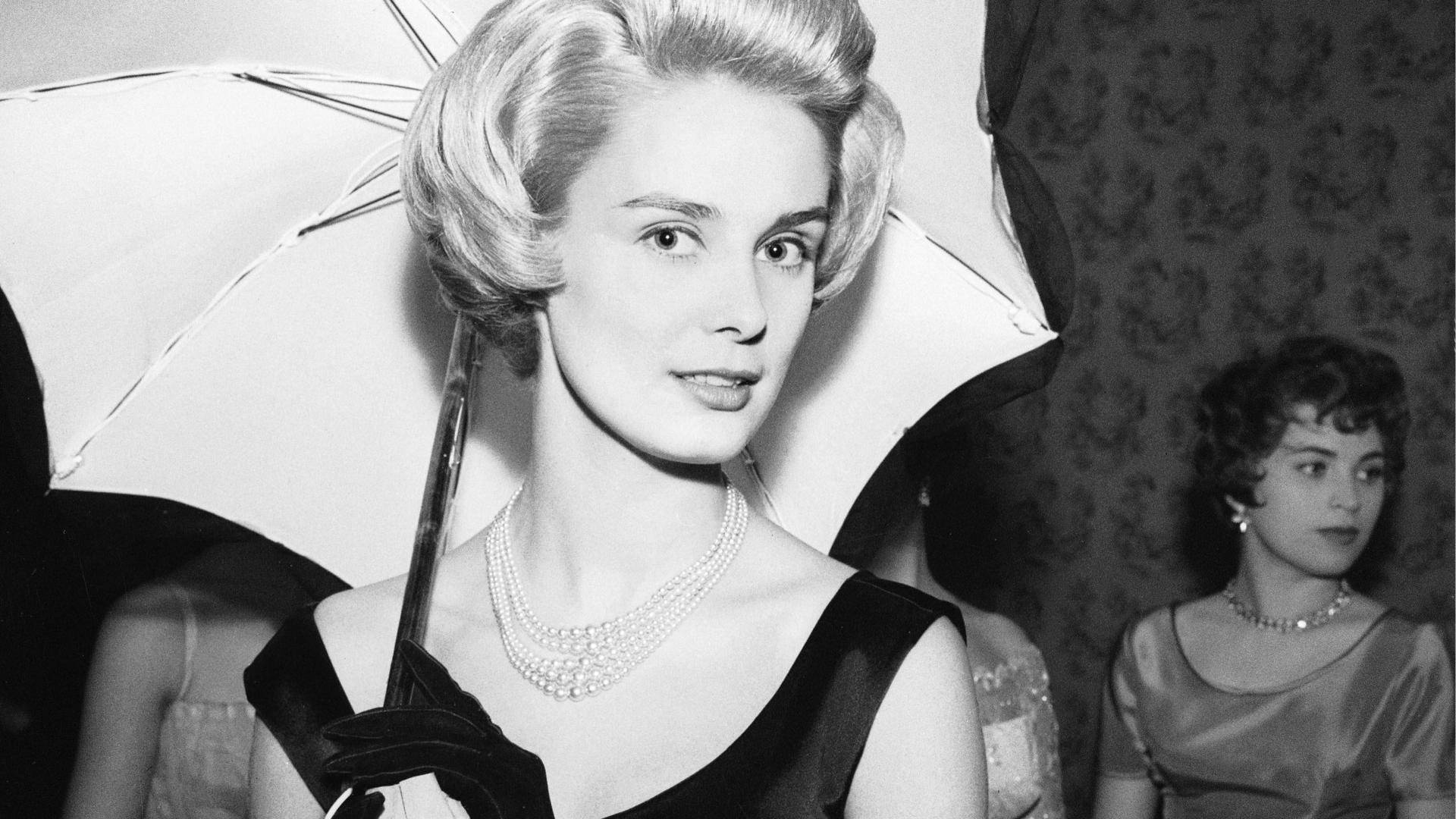
Một bức ảnh chụp không màu của Marita Lindahl.

Marita Lindahl (17 tháng 10 năm 1938 - 21 tháng 3 năm 2017) là một hoa hậu đến từ Phần Lan. Bà đại diện cho Phần Lan tham dự cuộc thi Hoa hậu Thế giới năm 1957 tổ chức tại Luân Đôn và đã giành danh hiệu này. Bà trở thành người phụ nữ Phần Lan đầu tiên giành danh hiệu Hoa hậu Thế giới. Đồng thời bà cũng trở thành người phụ nữ thứ ba đến từ bán đảo Scandinavia đoạt danh hiệu này, sau hai lần đăng quang của Thụy Điển vào các năm 1951, 1952. Người kế vị của bà là Penelope Anne Coelen, hoa hậu thế giới 1958 đến từ Nam Phi. 
| Tứ đại Hoa hậu (1957)         | Tứ đại Hoa hậu (1957)           | Tứ đại Hoa hậu (1957) | Tứ đại Hoa hậu (1957)     |
| ----------------------------- | ------------------------------- | --------------------- | ------------------------- |
| Hoa hậu Hoàn vũ Gladys Zender | Hoa hậu Thế giới Marita Lindahl | Hoa hậu Quốc tế none  | Hoa hậu Trái đất không có |